# Tia (cantante)
Tia, pseudonimo di Chiaki Hamahime (Yokohama, 11 giugno 1987), è una cantante giapponese.
È famosa per la sua canzone Ryuusei (parte del repertorio delle sigle di chiusura di Naruto) ed Every Time. Nell'agosto del 2005 il suo singolo Promise, è stato usato come tema per la seconda sigla iniziale di Yakitate!! Japan.
Il suo primo album è stato pubblicato nel 2004 ed è intitolato Humming.

## Discografia

### Singoli
- Every time (2004)
- Ryuusei (流星?) (Meteore) (2004)
- Negai/Birthday Eve (?, ねがい/バースデーイヴ) (2004)
- Promise (2005)
- Zutto Zutto... (ずっと ずっと・・・?) (2006)

### Album
- Humming (2004)
  1. Every Time
  2. Ryuusei (流星?)
  3. Be Fulfilled
  4. Birthday Eve (バースデーイヴ?)
  5. Feel
  6. Missing You
  7. Stanley (スタンリー?)
  8.  (僕がみつけた夢とともに?, Boku ga Mitsuketa Yume to tomo ni)
  9. Blue
  10. Blanket
  11. ねがい (negai)
- Girl's Soul (2008)
  1. Diamond Road
  2. Sapphire
  3. Girl's Talk
  4. Want You
  5. Woman
  6. Always Yours
  7. Love Is Over